# Sangalopsis numbalensis
Sangalopsis numbalensis là một loài bướm đêm trong họ Geometridae.